# Schlotheimia chamissonis
Schlotheimia chamissonis là một loài rêu trong họ Orthotrichaceae. Loài này được Hornsch. mô tả khoa học đầu tiên năm 1840.